# Melittin
Melittin là thành phần chính (chiếm 40-60% trọng lượng khô) và là chất gây đau chính của nọc ong (Apis mellifera). Melittin là một peptide cơ bản bao gồm 26 amino acid.

## Chức năng
Chức năng chính của melittin là một trong những thành phần của nọc ong là gây đau và phá hủy mô của những kẻ xâm nhập đe dọa một tổ ong. Tuy nhiên, ở ong mật, melittin không chỉ thể hiện ở tuyến nọc độc mà còn ở các mô khác khi bị nhiễm mầm bệnh. Hai phân tử nọc độc, melittin và secapin, được biểu hiện quá mức ở những con ong mật bị nhiễm các mầm bệnh khác nhau, có thể cho thấy vai trò của melittin trong phản ứng miễn dịch của ong đối với các bệnh truyền nhiễm.

## Kết cấu
Melittin là một peptide nhỏ không có cầu disulfide; phần N-terminal của phân tử chủ yếu là chất kị nước và phần -C-terminal là chất ưa nước và base mạnh. Trong nước, nó tạo thành một tetramer nhưng nó cũng có thể tự tích hợp vào màng tế bào.

## Cơ chế hoạt động
Tiêm melittin vào động vật và con người gây ra cảm giác đau. Nó có tác dụng bề mặt mạnh mẽ trên màng tế bào gây ra sự hình thành lỗ chân lông trong các tế bào biểu mô và phá hủy các tế bào hồng cầu. Melittin cũng kích hoạt các tế bào nociceptor (thụ thể đau) thông qua nhiều cơ chế khác nhau.
Melittin có thể mở các kênh TRPV1 nociceptor nhiệt thông qua các chất chuyển hóa cyclooxygenase dẫn đến khử cực của các tế bào cảm nhận đau. Các hiệu ứng hình thành lỗ chân lông trong các tế bào gây ra sự giải phóng các cytokine tiền viêm. Nó cũng kích hoạt mở thu thể bắt cặp với G-protein với các kênh tiềm năng thụ thể thoáng qua. Cuối cùng melittin tăn cường điều chỉnh sự biểu hiện của Nav1.8 và Nav1.9 kênh natri trong tế bào cảm nhận đau gây hành động dài hạn tiềm năng bắn và đau cảm giác.
Melittin ức chế protein kinase C, Ca2 +/calmodulin phụ thuộc vào protein kinase II, myosin ánh sáng chuỗi kinase, và Na+/K+ -ATPase (màng synaptosomal). Mellitin chặn các bộ phận bơm vận chuyển như Na+ -K+ -ATPase và H+- K+-ATPase. Trong ống nghiệm, melittin làm tăng tính thấm của màng tế bào đối với các ion, đặc biệt là Na+ và gián tiếp Ca2+, do trao đổi Na+-Ca2+. Hiệu ứng này dẫn đến thay đổi hình thái và chức năng, đặc biệt là trong các mô dễ bị kích thích.

## Sử dụng
Liệu pháp nọc ong đã được sử dụng trong y học cổ truyền để điều trị các rối loạn khác nhau, mặc dù độc tính không đặc hiệu của nó đã gây ra hạn chế trong nghiên cứu khoa học về tác dụng tiềm năng của nó.